# Gaj (las)

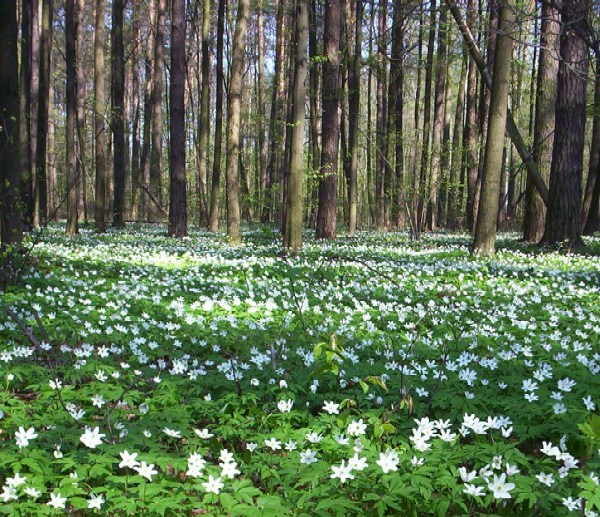
Zawilec gajowy w gaju zlokalizowanym w okolicach Radziejowic

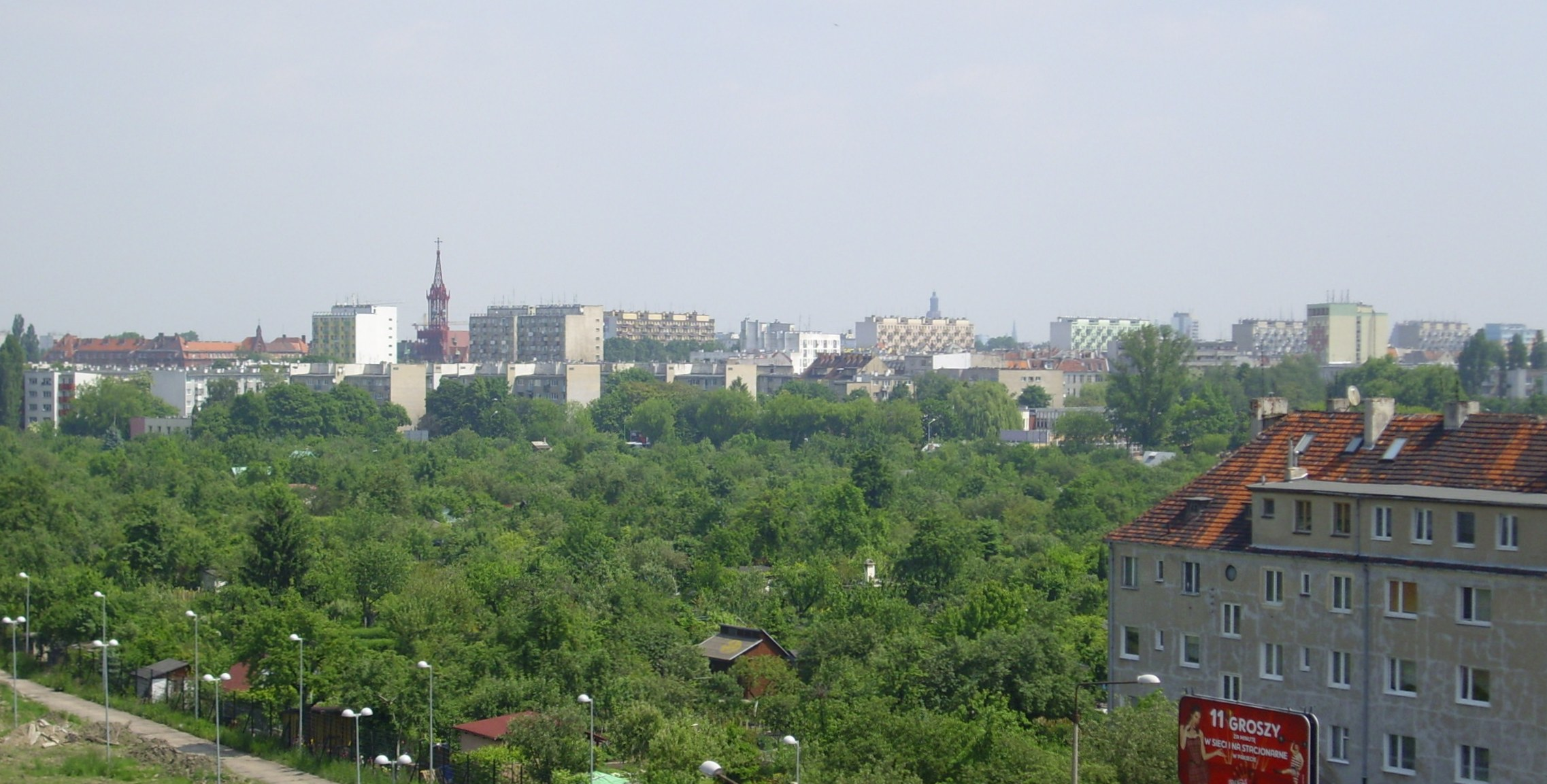
Dzielnica Gajowice we Wrocławiu, której 12-wieczna nazwa wywodzi się od słowa gaj

Gaj – nazwa małego liściastego lasu lub odosobnionej grupy dziko rosnących drzew, a także potoczna nazwa plantacji owocowych drzew egzotycznych. Także ogólnosłowiańska nazwa wydzielonej części lasu używanego do celów kultowych, czyli świętego gaju .

## Etymologia
Ogólnosłowiańskie   słowo gaj wywodzi się z prasłowiańskiego *gajь, *gojь, *gòjiti oznaczających rosnąć, żyć, leczyć, opiekować się i pochodzi od praindoeuropejskiego *gʷoyh₃-o-s, z rdzenia *gʷeyh₃- („żyć”). Wyrazy pokrewne to polskie: goić, życie; łacińskie: agium, gaium, heya, haye; greckie: bio- i zoo-; w łotewskim oraz litewskim gojus , środkowowniemieckie: hagen, hain („gaj, żywopłot”) wyrazy  pochodne to: zagajnik, zagaić oraz gajowy (staropolskie określenie leśniczego). Nazwa gaj stanowi też człon nazw roślin oraz zwierząt: wstężyk gajowy czy zawilec gajowy.

## Historia i symbolika
W czasach starożytnych święte gaje i drzewa znane były w kulturze indyjskiej i Mezopotamii, a także w Grecji, u starożytnych Germanów, Żydów, Celtów, Rzymian i Słowian. O kulcie świętych lasów, drzew i gajów wspomniał Tacyt, opowiadając m.in. o sejmie protoplastów Holendrów i Batawów przeciwko rzymskiej władzy, którzy w gajach radzili i ucztowali przed wyprawą. W starożytnej Germanii także każdy prześladowany mógł znaleźć azyl w świętym gaju lub cieniu świętego drzewa.
Gaj wśród Słowian też miał funkcje kultowe,  a oprócz funkcji obrzędowych również był miejscem zebrań publicznych oraz sądów , na przykład Słowianie połabscy z plemienia Wagrów, o czym wspomniał w XII wieku kronikarz Helmold w swojej Kronice Słowian .

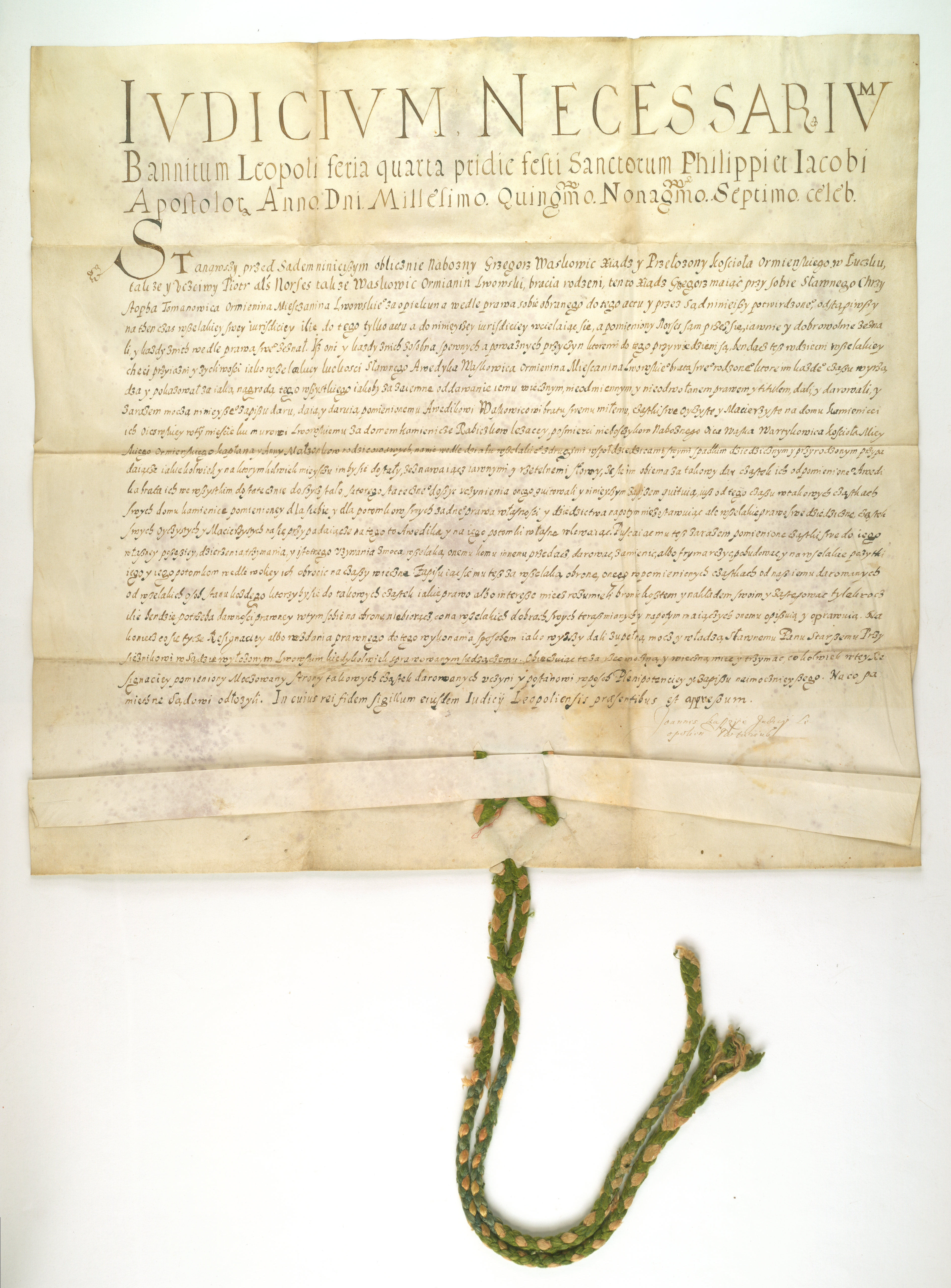
Sąd gajony lwowski potwierdza darowiznę części kamienicy we Lwowie dokonanej przez braci Piotra i Grzegorza Waszkowiczów.

Słowo gaić, czyli zasadzać młody las, używane było przez Słowian też w znaczeniu zamykania lasu ogrodzeniem. Gaje często były ogrodzone lub oznaczone i obowiązywał w nich zakaz wejścia obcym lub nieuprawnionym. Znany jest opis gajenia przez ludność mieszkającą w pobliżu Serocka na Mazowszu w latach 1461–1464, która zaznaczała brzeg gaju symbolicznymi „kiczkami” czyli witkami z brzeziny lub rokiciny, aby oznaczyć część lasu, do której mieli zakaz wstępu tzw. „granicznicy”, czyli osoby spoza lokalnej społeczności . Gaje stanowiły więc pierwotną formę rezerwatów przyrody i były materialnym wyrazem pogańskiego kultu świętych drzew.
W XIII wieku w sądownictwie używano terminu gaić sąd, czyli sądzić. Używano również terminów takich jak sąd gajny, sąd gajowy lub sąd gajony oznaczających otwarty proces sądowy dostępny dla całej społeczności . Podczas takiego przewodu sądowego strony przedstawiały swoje racje w publicznych przemowach, na podstawie których rozstrzygano winę i ogłaszano werdykt. Obecnie reliktem tego są wyrażenia zagaić rozmowę lub zagaić obrady .
Z czasem nazwa gaj straciła zarówno swoje znaczenie kultowe, jak i sądownicze i oznaczała jedynie małe i odosobnione skupiska drzew znajdujące się w pobliżu osiedli ludzkich . Za pozostałości słowiańskich obrzędów gajenia uznaje się nazwy szeregu miejscowości leżących w Polsce o nazwie Gaj, a także święto ludowe o nazwie Gaik .